# Jan de Koning (botanicus)
Jan de Koning (1943) is een Nederlandse botanicus. Hij is opgeleid aan de Landbouwhogeschool Wageningen. In 1983 is hij hier gepromoveerd op La foret du Banco, la flore, la vegetation, een Franstalig proefschrift met betrekking tot de oprichting en bescherming van een nationaal park in Ivoorkust. 
De Koning werkte een aantal jaar in Ivoorkust. Tussen 1978 en 1989 was hij actief als botanicus en hoofd van de afdeling botanie van de Universidade Eduardo Mondlane in Maputo (Mozambique). Hij was lid van de Nederlandse wetenschappelijke commissie van CITES en hij vertegenwoordigde Europa in de plantencommissie van CITES.
In 1991 werd De Koning prefect (directeur) van de Hortus botanicus Leiden. Hij was verantwoordelijk voor het verkrijgen van de status "geregistreerd museum" als keurmerk voor kwaliteit en verantwoord beheer van cultureel erfgoed. In de periode van De Koning werd de Wintertuin aangelegd. Deze koude kas werd in 2000 opgeleverd naar een ontwerp van Hubert-Jan Henket voor het herbergen van een deel van de plantencollectie, het bezoekerscentrum, het hortuscafé en de hortuswinkel. In maart 2004 ging de Koning met pensioen, waarna Gerda van Uffelen als interim-directeur van de hortus aantrad. In  juli 2006 werd Paul Keßler als definitieve opvolger aangesteld. 
De Koning heeft gepubliceerd over zestiende-eeuwse botanie en gecultiveerde bomen en struiken. 

## Publicaties
- Drawn after Nature: The Complete Watercolours of the 16th-century Libri Picturati; Jan de Koning, Gerda van Uffelen, Alicja Zemanek; KNNV Uitgeverij (2008); ISBN 9789050112383
- Dendrologie van de Lage Landen; Jan de Koning, W. van den Broek; KNNV Uitgeverij (2009); ISBN 978-90-5011-296-3